# Кері (Ярва)
Ке́рі (ест. Keri küla) — село в Естонії, у волості Ярва повіту Ярвамаа.

## Населення
Чисельність населення на 31 грудня 2011 року становила 3 особи.

## Історія
З 30 січня 1992 до 21 жовтня 2017 року село входило до складу волості Койґі.